# Bang! (album d'Anitta)
Pour les articles homonymes, voir Bang.
Albums de Anitta
Ritmo Perfeito
(2014) Kisses
(2019)
Singles
1. Deixa Ele Sofrer
Sortie : 16 juillet 2015
2. Bang
Sortie : 9 octobre 2015
3. Essa Mina é Louca
Sortie : 14 janvier 2016
4. Cravo e Canela
Sortie : 5 mai 2016

Bang! est le troisième album studio de la chanteuse brésilienne Anitta, sorti le 13 octobre 2015 chez Warner Music Brasil. L'album contient 14 nouvelles chansons plus une version acoustique du single Deixa Ele Sofrer.

## Composition
Principalement un album pop, Bang explore le R&B, le reggae, la samba et la musique funk carioca. L'album présente des apparitions invitées par Nego do Borel, Vitin, Jhama, Dubeat, MC Duduzinho et le groupe de rap ConeCrewDiretoria. La production de l'album a eu lieu de 2014 à 2015 dans plusieurs studios d'enregistrement et a été gérée par Anitta, Jefferson "Mãozinha" Junior et Umberto Tavares. L'album a été certifié disque d'or des ventes uniquement en précommande avec plus de 40 000 exemplaires.

## Contexte
Peu de temps après la sortie du dernier single de l'album Ritmo Perfeito, "No Meu Talento", Anitta a confirmé qu'elle travaillait sur de nouvelles chansons pour la suite. Les styles des chansons ont été gardés secrets jusqu'à Deixa Ele Sofrer, le premier single de l'album, car les aperçus officiels n'étaient pas disponibles. Des extraits de certaines chansons comme Me Leva a Sério avaient fuité sur Internet à la mi-juin. En septembre, la chanteuse évoquait son nouvel album : « Je suis très concentrée sur mon album, une nouvelle Anitta arrive et je vais changer de tenues », commentant également son rêve d'avoir une carrière internationale et la possibilité de le réaliser l'année suivante.

## Couverture
La couverture de l'album a été réalisée par l'artiste brésilien Giovanni Bianco. L'image montre la chanteuse sur une photo en noir et blanc, mais avec des détails colorés, sa langue tirée et une paire de lunettes de soleil avec son nom écrit dessus. Selon Bianco, la chanteuse lui a fait un briefing très précieux : "Je veux et j'ai besoin de plaire aux enfants et aux adultes. Mes fans sont de tous âges. Je veux quelque chose d'amusant, joyeux, pop", et c'était son inspiration totale
Selon Anitta, c'était la première fois qu'elle avait le courage de laisser tout le processus sous la responsabilité d'une autre personne. "Je lui ai demandé de faire un art qui montre la force. Il l'a fait avec Bang!, mais c'était censé être temporaire. J'ai tellement aimé ça que j'ai décidé de composer une chanson avec ce titre", a-t-elle déclaré. Pour Gabriel Justo, du magazine Capricho, la pochette rappelle le single Bang Bang (2014), des chanteuses Jessie J, Ariana Grande et Nicki Minaj, et le détail du nom Anitta écrit dans les verres rappelle le pochette d'album pour Unapologetic (2012), de la chanteuse Rihanna. Quelques heures après la sortie de la pochette, c'est devenu un mème entre fans et célébrités, qui ont posté sur les réseaux sociaux des photos imitant la pose du chanteur sur la pochette.

## Sortie et promotion
Anitta a publié des extraits de paroles de l'album via le site "descubrabang.com" dans un ordre aléatoire et sans les titres des chansons. Le 9 octobre 2015, quatre jours avant la sortie officielle, l'album est mis à disposition en téléchargement sur un site chinois. Le lien d'origine a été rapidement supprimé, mais, en raison de la diffusion rapide, l'album a été hébergé sur des dizaines d'autres sites à télécharger.

## Réception critique
Bang! a reçu des critiques positives de la part des critiques de musique,.
Luís Lima, du magazine Veja, a déclaré dans un rapport que "Bang! est sonorement plus audacieux et expérimental que les deux précédents - Anitta (2013) et Ritmo Perfeito (2014). Mais les trois ont une caractéristique en commun : la plupart des paroles abordent des thèmes liés à l'amour et à l'autonomisation des femmes".
Rodrigo Ortega et Braulio Lorentz du portail G1 ont déclaré que "dans l'ensemble, Bang! regarde précisément la pop, bien qu'il manque si souvent la cible. Quand ça frappe, c'est là pour tuer." Mauro Ferreira, de Notas Musicais, a déclaré que Bang! est le meilleur album d'Anitta et qu'il était supérieur à ses deux albums précédemment sortis. Il a classé la chanson titre avec les chansons Gosto Assim, Deixa a Onda Te Levar et Me Leva a Serio comme les meilleures de l'album, et a critiqué négativement Parei et Pode Chegar. Il a également terminé : « Bang ! est un album pré-conçu dans une salle de marketing. Ses revenus comprennent des doses calculées de ce marketing stratégique qui a positionné Anitta comme la chanteuse la plus puissante commercialement au Brésil aujourd'hui. »
Marcelo Rodrigues du site Web Supertenimento a déclaré: "Celui qui croyait qu'elle ne serait qu'un de ces succès momentanés avait totalement tort car elle vient de publier son dernier travail. Bang! montre une maturation de la chanteuse par rapport à ses deux premiers albums, les morceaux sont bien travaillés, les chansons accrocheuses perdaient de la place et l'ajout de nouveaux instruments peut apporter un nouvel air au scénario où Anitta est insérée." Il a même terminé en disant que les romantiques Cravo e Canela et Me Leva a Serio, peuvent être les plus beaux morceaux de l'album, mais il a rejeté Pode Chegar avec Nego do Borel, le qualifiant de "le plus faible". Pour Gabriel Vaquer du journal Arautu Online, l'album montre qu'Anitta a mûri en tant qu'artiste et en tant qu'interprète. Il a conclu en disant que le chanteur "est de loin l'artiste populaire le plus créatif aujourd'hui" et "est définitivement devenu le nom principal de la musique pop brésilienne actuelle". Tate Montenegro du Territory of Music a attribué 3 étoiles à l'album, affirmant que Bang! est une étape qui peut conduire Anitta à atteindre de nouveaux horizons. Silvestre Mendes du site Web Pop de Botequim a déclaré: "Contrairement aux projets de studio précédents, Bang! avait une finition plus chirurgicale. Chaque morceau a son identité, à ne pas confondre avec les morceaux entendus précédemment, et c'est un bilan très positif". Il a mis en avant le morceau Cravo e Canela en le qualifiant de "hit d'amour", Essa Mina é Louca, en le classant comme "très drôle" et Gosto Assim comme un "succès massif". Elle a ajouté que "[Bang] est la confirmation qu'Anitta n'est pas devenue une merveille à un coup, mais à avoir plusieurs coups d'affilée." Le nouvel album ouvre de très bonnes portes pour le style que le chanteur a adopté.

## Singles
Quatre singles sont sortis de l'album. Deixa Ele Sofrer, sorti le 16 juillet 2015, en téléchargement numérique. Le morceau a atteint le top dix du Billboard Brasil Hot 100, culminant au septième rang. La chanson titre de l'album, Bang est sortie le 9 octobre 2015,

## Accueil commercial
Dans son Brésil natal, Bang! a fait ses débuts à la troisième place du classement ABPD Top 20, se vendant à 40 000 exemplaires la première semaine. En mai 2016, l'album s'était vendu à plus de 300 000 exemplaires en streaming au Brésil.

## Liste des pistes
| 1.  | Bang                              | - Anitta - Umberto Tavares - Jefferson Junior                                 | 3:11 |
| 2.  | Deixa Ele Sofrer                  | - Anitta - Tavares - Junior                                                   | 2:51 |
| 3.  | Cravo e Canela (feat. Vitin)      | - Jhama - Pablo Bispo                                                         | 3:20 |
| 4.  | Parei                             | - Anitta - Tavares - Junior                                                   | 2:33 |
| 5.  | Essa Mina é Louca (feat. Jhama)   | - Jhama - Pablo Bispo                                                         | 2:40 |
| 6.  | Atenção                           | - Anitta - Tavares - Junior                                                   | 2:56 |
| 7.  | Gosto Assim (feat. Dubeat)        | - Anitta - Dubeat - Kalfani Minkah                                            | 3:18 |
| 8.  | Show Completo                     | - Tavares - Junior                                                            | 2:37 |
| 9.  | Volta Amor                        | - Anitta - André Vieira - Wallace Vianna                                      | 2:34 |
| 10. | Sim (feat. ConeCrewDiretoria)     | - Anitta - Ari - Batoré - Jhama - MC Cert - MC Maomé - Papatinho - Rany Money | 3:06 |
| 11. | Pode Chegar (feat. Nego do Borel) | - Tavares - Junior                                                            | 3:06 |
| 12. | Eu Sou do Tipo                    | - Anitta - André Vieira - Wallace Viana                                       | 2:18 |
| 13. | Deixa a Onda Te Levar             | - Anitta - Tavares - Junior                                                   | 2:25 |
| 14. | Me Leva a Sério                   | - José Tiago "Projota" Pereira                                                | 2:50 |
| 15. | Deixa Ele Sofrer (Acoustic)       | - Tavares - Junior                                                            | 2:42 |

| 16. | Totalmente Demais (feat. Duduzinho) | - Arnaldo Brandão - Tavinho Paes - Roberio Rafael | 2:43 |

## Classements et certifications
| Classements (2015) | Meilleure position |
| ------------------ | ------------------ |
| Brésil (ABPD),     | 3                  |

| Classements (2015) | Position |
| ------------------ | -------- |
| Brésil (PMB)       | 16       |

### Certifications
| Région | Certification | Ventes/Streams |
| ------ | ------------- | -------------- |
| Brésil | —             | 300 000        |